# Билимбаевский завод

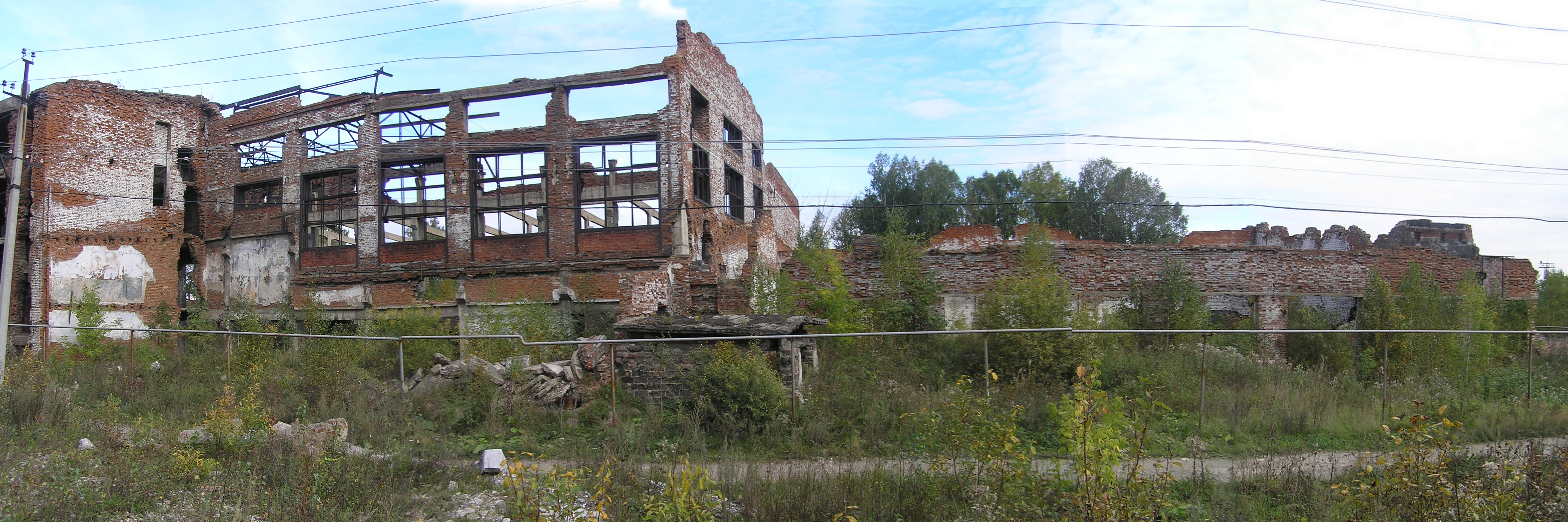
Комплекс сооружений Билимбаевского завода

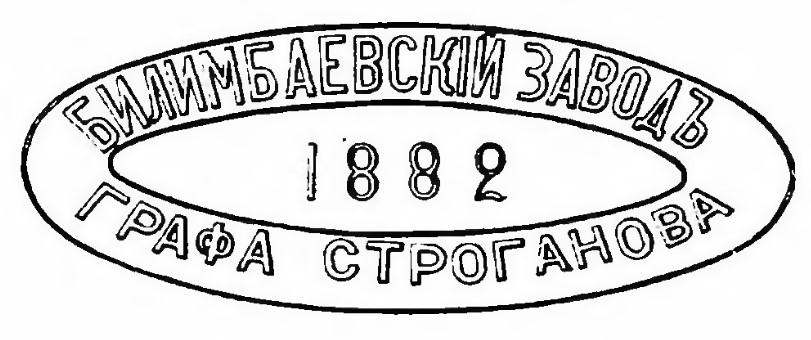
Клеймо Билимбаевского завода для крупных чугунных отливок

Билимба́евский (Билимбаевский нижний) чугуноплави́льный и железоде́лательный заво́д (с 1933 года — труболитейный) — российское и советское металлургическое предприятие, действовавшее с 1730-х до 1970-х годов на территории современного посёлка Билимбай. Одно из старейших металлургических производств на Среднем Урале.

## История

### XVIII век
Завод на речке Билимбаихе был основан бароном Александром Григорьевичем Строгановым для обеспечения солеварен Строгановых металлом и инструментами. 14 июля 1730 года Берг-коллегия выдала разрешение на строительство, в 1733 году началось строительство плотины и возведение доменного цеха с одной доменной печью и молотовой фабрики с двумя молотами. 17 июня 1734 года был выплавлен первый билимбаевский чугун. Завод снабжался железной рудой, представленной местными бурыми и магнитными железняками, с рудников, удалённых на расстояние до 23 километров. Древесина для производства угля вырубалась на территории лесной дачи площадью 67 тысяч десятин. Готовая продукция отправлялась водным путём по Чусовой с близлежащей пристани. В периоды маловодья на Чусовой барки загружали не полностью, а догружали чугуном на Усть-Долговской пристани, до которой везли гужевым транспортом от станции Лысьва.
Заводская плотина имела длину 160 метров, ширину 32 метра в нижней части и 21,3 метра в верхней. Из-за маловодности Билимбаихи пруд часто мелел, что приводило к остановкам производства. Количество эксплуатировавшихся рудников возросло с 3—4 в XVIII веке до 15—19 в середине XIX века. Добыча руды велась открытым и шахтным способом, при этом глубина шахт достигала к концу XVIII века 28 метров.
На заводских работах использовался крепостной труд крестьян, переселённых из владений Строгановых в Соликамском, Оханском и Пермском уездах. В 1747 году на заводе числилось 220 мастеровых и работных людей мужского пола, 1203 купленных и собственных крестьянина, а также 23 приписных крестьянина. В 1797 году численность рабочих составляла 711 мастеровых и работных людей.
Маловодность реки привела к тому, что заводские мощности по выплавке чугуна значительно превышали передельные. Так, в 1735 году в доменном цехе было выплавлено 25,3 тыс. пудов чугуна, из которого произвели 9,2 тыс. пудов железа разных сортов. В 1750 году — 81,8 тыс. пудов чугуна и 54,5 тыс. пудов железа соответственно. Для наращивания передельных мощностей Строгановыми было принято решение построить два молотовых завода в Прикамье — Добрянский (запущен в 1754 году) и Очёрский (запущен в 1760 году). Билимбаевский чугун доставлялся до заводских пристаней водным путём по Чусовой и Каме. С этого периода Билимбаевский завод приобрёл чугуноплавильную специализацию, в работе остался один молот, на котором выковывали до 2,5 тыс. пудов железа для заводских нужд.
Во время Пугачёвского восстания с 17 января до 31 марта 1774 года Билимбаевский завод находился под контролем повстанцев, к которым присоединились 300 мастеровых и работных людей. Значительного ущерба заводское оборудование не понесло, но доменная печь была остановлена, что впоследствии потребовало её капитального ремонта.
В 1761 году была смонтирована вторая доменная печь, что позволило наладить попеременный режим работы печей. Производство чугуна возросло с 117,2 тыс. пудов в 1760 году до 145 тыс. пудов в 1767 году и 255 тыс. пудов в 1780 году. Такие темпы выплавки чугуна на уровне 200—250 тыс. пудов сохранялись до конца XVIII века.

### XIX век
По данным Павла Егоровича Томилова, в 1807 году в составе завода эксплуатировались две домны высотой 10,7 метра, выплавлявшие в сутки 380—600 пудов чугуна, 2 молота и вспомогательные мастерские. Нарощенная заводская плотина в этот период имела длину 554,7 метра, ширину в нижней части 34,1 метра, в верхней части — 13,9 метра и высоту 1,4 метра. Численность заводских рабочих в этот период достигала 780 крепостных крестьян. В первой половине XIX века заводу удавалось наращивать объёмы выплавки чугуна. Так, с 226,4 тыс. пудов в 1801 году выплавка возросла до 280 тыс. пудов в 1827 году.
С 1822 года в заводской даче начали добывать россыпное золото. Для этого в 1830 году выше по течению Билимбаихи у запасного пруда построили Верхнебилимбаевский завод, добывавший до 6 пудов золота в год. С середины XIX века из-за истощения россыпей объёмы добычи золота существенно сократились.
В 1842 году на заводе были построены две новые двухфурменные доменные печи высотой 14,2 метра. Одну из старых домен демонтировали. В это же время на заводе появилась первая паровая машина для привода воздуходувок. Это обновление позволило к началу 1860-х годов нарастить объёмы выплавки чугуна до уровня 400—550 тыс. пудов в год, что вывело Билимбаевский завод в число крупнейших заводов Урала по этому показателю.
После отмены крепостного права производительность завода упала до 312 тыс. пудов в 1862 году, но относительно быстро объёмы вернулись на прежний уровень, в 1870 году было выплавлено уже 483 тыс. пудов чугуна. В 1884 году одна из домен была переведена на горячее дутьё, а в 1887 году билимбаевские углежоги начали использовать для сушки угля отходящие газы из доменного цеха.
В конце XIX века лесничим Билимбаевского завода служил Фёдор Васильевич Гилёв, внёсший существенный вклад в рекультивацию лесных угодий заводской дачи и получивший высокую оценку участников экспедиции под руководством Д. И. Менделеева 1899 года. При этом лесное хозяйство Билимбаевского завода в целом считалось одним из образцовых на Урале.

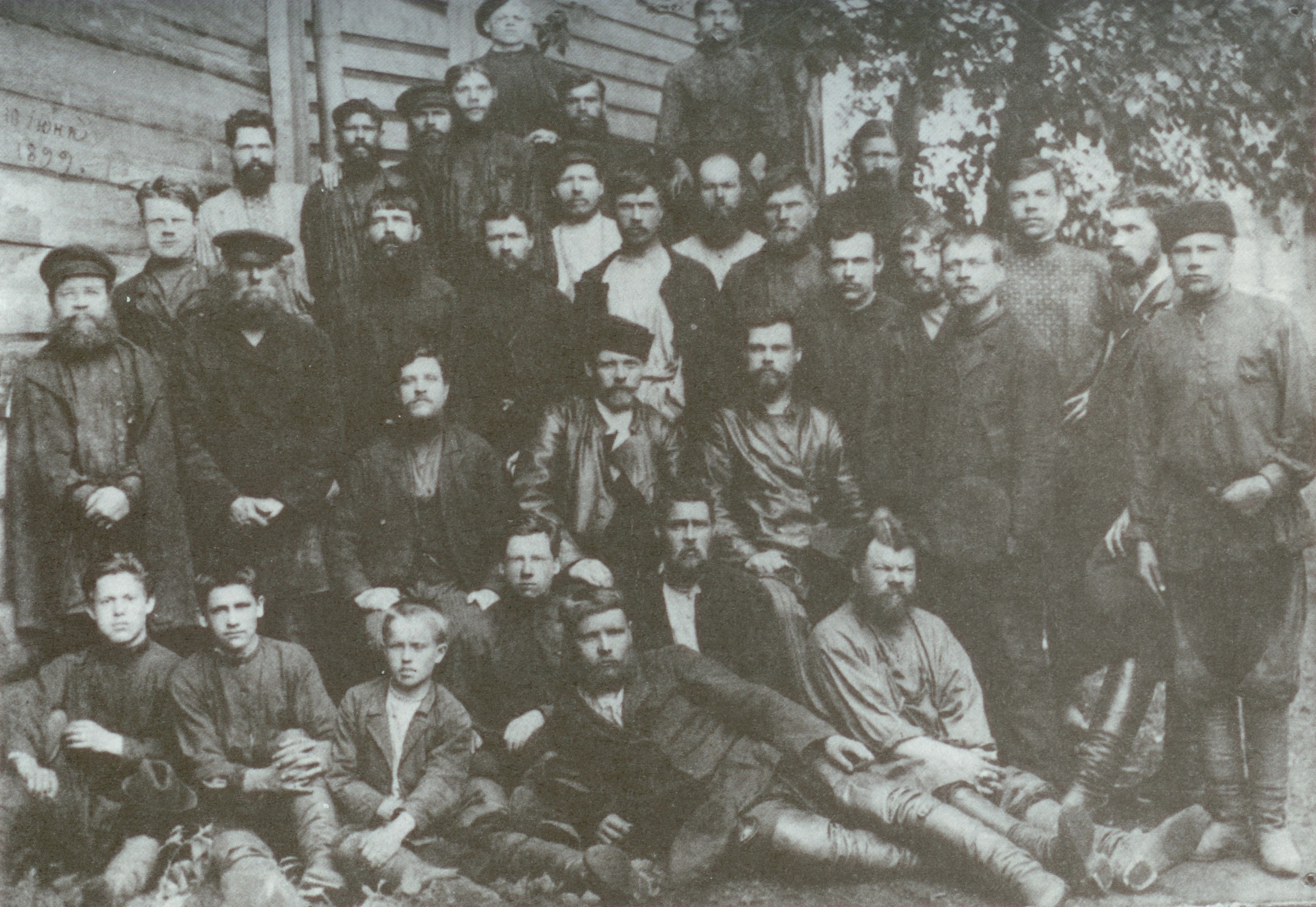
Мастеровые Билимбаевского завода (1892)

В 1890-х годах две доменные печи были капитально реконструированы с установкой новых воздухонагревателей, третья домна использовалась для обжига руды. Третья доменная печь малого объёма использовалась в качестве рудообжигательной. Историки отмечают ступенчатую композицию комплекса зданий доменного цеха, сочетавшуюся с окружающей застройкой посёлка. Энергетическое хозяйство завода обогатилось турбинами и паровыми машинами, в работе оставалось только одно водяное колесо мощностью в 10 л. с. Общая площадь заводской дачи составляла 213 тыс. десятин, в том числе 112 тыс. десятин леса.

### XX век

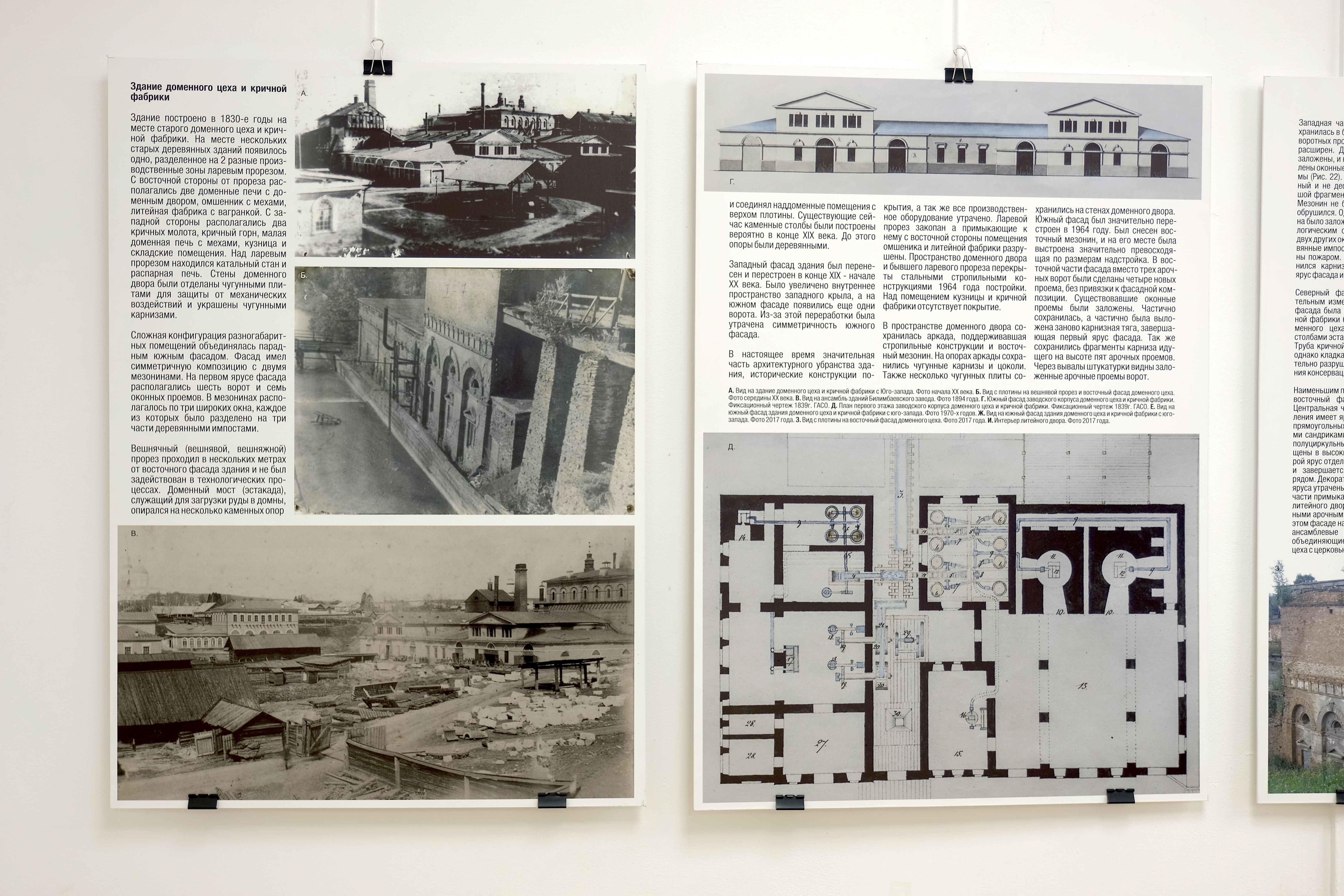
Экспозиция «История и архитектура Билимбая» в музее УрГАХУ

Экономический кризис начала XX века наряду с истощением рудной и лесной базы и морально устаревшим оборудованием привели к снижению рентабельности выплавки чугуна на заводе. Производительность завода сократилась с 570 тыс. пудов чугуна в 1901 году до 299 тыс. пудов в 1904 году, в работе осталась одна домна. В дальнейшем налаженные рынки сбыта и стабильное финансовое положение заводовладельцев позволили увеличить объёмы производства до 753 тыс. пудов в 1912 году. В годы Первой мировой войны объёмы выплавки чугуна несколько снизилась с 638 тыс. пудов в 1913 году до 510 тыс. пудов в 1916 году.
5 января 1918 года завод был национализирован, а летом 1918 года производство было остановлено. Выплавка чугуна на привозной руде возобновилась в 1920-х годах. В этот же период была смонтирована 3-х-километровая узкоколейная железнодорожная ветка до станции Билимбай, построена канатная дорога для подачи угля в доменный цех. В 1927 году домна была модернизирована с увеличением полезного объёма и производительности до 50 тонн чугуна в сутки. Численность заводских рабочих к 1931 году составляла 460 человек, на рудниках трудились 1056 человек.
В 1933 году выплавка чугуна была остановлена, домны демонтировали. На базе исторического завода были организованы отдельные производства: труболитейный цех, ремонтно-механический цех и цех термоизоляционных материалов. В годы Великой Отечественной войны цеха выполняли заказы для нужд обороны. В этот период на Билимбаевском заводе был изготовлен опытный образец первого отечественного реактивного самолёта БИ-1, испытанный в 1942 году Григорием Яковлевичем Бахчиванджи.
В начале 1960-х годов труболитейное производство вошло в состав Первоуральского старотрубного завода. В 1973 году с запуском Новотрубного завода труболитейный цех в Билимбае был окончательно закрыт.

## Собственники
С момента основания предприятия совладельцами были братья Александр и Николай Григорьевичи Строгановы. После раздела имущества 1747 года завод перешёл в собственность Сергея Григорьевича Строганова, а в 1756 году — его сына Александра.
В 1771—1776 годах предприятие находилось в аренде у Ивана Лазаревича Лазарева. С 1811 года заводом владел Павел Александрович Строганов и его наследники. В 1818 году Наталья Павловна Строганова, владевшая строгановский майоратом с 1845 года, вышла замуж за своего дальнего родственника Сергея Григорьевича Строганова, который осуществлял управление заводом. После смерти супруги в 1872 году завод перешёл в его собственность. С 1882 года завод по наследству перешёл во владение сына Александра Сергеевича Сергея.